# Jailson Marques Siqueira
Jailson Marques Siqueira (* 7. September 1995 in Caçapava do Sul, Bundesstaat Rio Grande do Sul, Brasilien), kurz Jailson genannt, ist ein brasilianischer Fußballspieler. Er steht seit Januar 2022 bei den Palmeiras São Paulo unter Vertrag.

## Karriere

### Spielerprofil
Jailson ist ein 1,87 Meter großer defensiver Mittelfeldspieler, der Rechtsfüßler ist. Er kann unter anderem auch im zentralen bzw. rechten Mittelfeld und in der Abwehr spielen, aber bevorzugt es im defensiven Mittelfeld zu agieren. Dort zeigt Jailson seine primären Stärken der Passsicherheit und Zweikampfstärke auf.

### Verein

#### Anfänge in Brasilien
Jailson kam im Süden des brasilianischen Bundesstaates Rio Grande do Sul gelegenen Gemeinde Caçapava do Sul auf die Welt. In der benachbarten Stadt Bagé begann er in der Nachwuchsabteilung des örtlichen Guarany FC (RN) mit dem Vereinsfußball. Jailson spielte dann für die Nachwuchsabteilungen vom Grêmio FBPA und auf Leihbasis auch für den Chapecoense.
2016 stieg er in die Profimannschaft von Grêmio Porto Alegre auf und holte jedes Jahr mindestens einen Siegertitel mit der Mannschaft. Als erstes gewann Jailson als 21-jähriger junger Einwechselspieler in den Finalspielen gegen Atlético Mineiro den brasilianischen Pokal (2016), wofür sie sich mit dem Pokalsieg später für die Copa Libertadores (2017) qualifiziert hatten. Im November 2017 gewann der 22-jährige Brasilianer als Startelfspieler mit Grêmio die Copa Libertadores, den wichtigsten Titel im südamerikanischen Vereinsfußball. Mit dem Copa-Libertadores-Sieg 2017 qualifizierte er sich mit dem Team für die Recopa Sudamericana (2018), Südamerikanischer Vereinssupercup, und für die FIFA-Klub-Weltmeisterschaft im Dezember 2017 in den V.A. Emiraten, worin sie den zweiten Platz erspielten, indem sie das Finale des Turnieres erreichten. Im Februar 2018 folgte der nächste Siegestitel der Recopa Sudamericana für Jailson, er agierte in den Spielen als Startelfspieler.
Der Brasilianer erreichte mit seinen frühen zwanziger Lebensjahren die wichtigsten Titel in internationalen-südamerikanischen Vereinsfußballwettbewerben. Jailson bestritt in drei Spielzeiten für die Profimannschaft von Grêmio 114 Pflichtspiele und erzielte vier Tore.

#### Wechsel ins Ausland

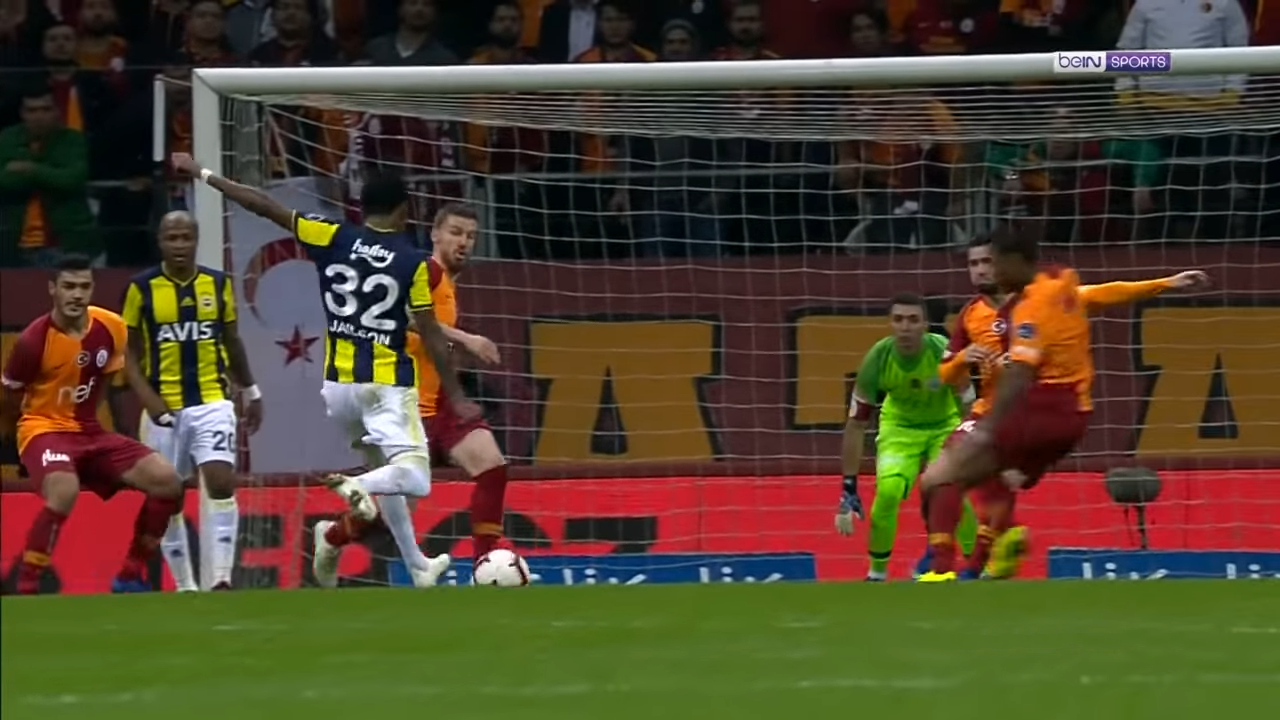
Jailson erzielt den 2:2-Ausgleich gegen Galatasaray, November 2018.
(CC BY 3.0 – beIN SPORTS Türkiye)

Während der Saison 2018/19 wechselte er im August 2018 zum türkischen Erstligisten Fenerbahçe Istanbul. Im November 2018 feierte Jailson in der Ligapartie gegen Galatasaray Istanbul sein Interkontinentalen-Derbyspieldebüt und seine Torpremiere für Fenerbahçe. Mit seinem Tor egalisierte er die anfängliche 2:0-Führung des Gegners, welches in einem 2:2-Remis endete. Nach Spielende kam es zu einer riesigen Rudelbildung, wo Jailson herbeieilte und im Affekt einem seiner Gegenspieler ohrfeigte. Wofür er vom Schiedsrichter eine Rote Karte erhielt, woraufhin die Türkische Fußball Föderation (TFF) ihn für die begangene Tätlichkeit mit einer Spielsperre von acht Pflichtspielen der türkischen Fußballwettbewerbe (Liga und Pokal) und einer Geldstrafe weiter sanktionierte. Des Weiteren nach seinem erzielten Tor gegen den Erzrivalen Galatasaray wurde Jailson gemäß der Fenerbahçe-Mythologie zu einem richtigen Fenerbahçe-Spieler.
Nach zwei Spielzeiten, 63 Pflichtspieleinsätzen, bestehend aus Liga-, Pokal- und Europapokalspielen, und erzielten drei Toren wechselte Jailson im September 2020 zum chinesischen Erstligisten Dalian Professional, für eine Ablösesumme in Höhe von 4,5 Millionen Euro während der laufenden Chinese Super League 2020. In den Folgemonaten nahm er mit der Mannschaft an den Relegationsspielen teil und trug zum Klassenerhalt bei, indem er in allen Spielen als Startelfspieler zum Einsatz kam. 2021 kam Jailson wegen unter anderem der COVID-19-Pandemie zu keinen Einsätzen und nach verspäteten Gehaltszahlungen beschwerte er sich beim FIFA über seinen Verein, woraufhin es im Dezember 2021 schlussendlich zur Vertragsauflösung führte.

#### Rückkehr nach Brasilien

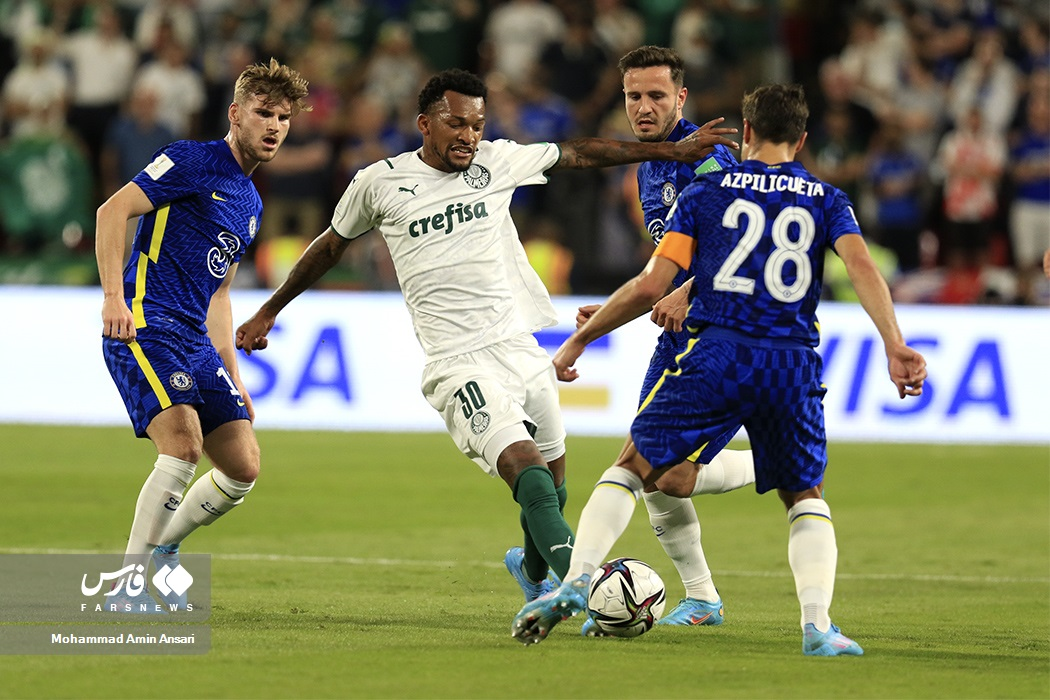
Jailson (Mitte) im Klub-Weltmeisterschaft-Turnierfinale, Februar 2022.

Nach der Vertragsauflösung kehrte er zurück nach Brasilien und wechselte im Januar 2022 für einen Einjahresvertrag zum amtierenden Copa-Libertadores-Sieger Palmeiras São Paulo. Im Februar 2022 nahm er als Einwechselspieler an der verspäteten FIFA-Klub-Weltmeisterschaft 2021 teil und erreichte mit seiner Mannschaft das Turnierfinale, wo sie erst in der Verlängerung dem Finalgegner unterlagen. Zwischen Februar und März 2022 trug Jailson beim 4:2-Gesamtsieg mit einem Tor zum Recopa-Sudamericana-Sieg 2022 bei. In der Campeonato Brasileiro Série A 2022 kam er zu zwei Ligaspieleinsätzen und erlitt im April 2022 einen Kreuzbandriss im rechten Knie, womit Jailson sich einer Operation unterziehen musste und für den Rest der Saison ausfiel. Trotz der Umstände konnte Jailson im November 2022 mit den Palmeiras deren elften nationalen Meistertitel feiern.
Anfang der vorsaisonalen Meisterschaft gehörte Jailson im Januar 2023 in der Staatsmeisterschaft von São Paulo anfänglich zu den Startelfspielern. Für den Supercopa do Brasil gegen Ende Januar 2023 hatte er gegenüber seinem Mitspieler Gabriel Menino das Nachsehen, trotz der Umstände kam er als Einwechselspieler zum Einsatz. Jailson wurde dabei in der Schlussphase nach der 4:3-Führung für den gelb vorbelasteten Gabriel Menino eingewechselt und trug als defensiver Mittelfeldspieler die Führung bis zum Spielende und -sieg zu verteidigen. Im Südherbst kam er in der K.-o.-Phase der Staatsmeisterschaft ausschließlich als Einwechselspieler zum Einsatz und verteidigte mit seiner Mannschaft den Meisterschaftstitel. In der Campeonato Brasileiro Série A 2023 verteidigte er mit seiner Mannschaft den Meisterschaftstitel und er fungierte vor allem als Ergänzungsspieler mit acht Ligaspieleinsätzen, davon sieben Einwechslungen.

## Erfolge
- Grêmio Porto Alegre (2016–2018)
  - Brasilianischer Pokalsieger: 2016
  - Copa-Libertadores-Sieger: 2017
  - Recopa-Sudamericana-Sieger: 2018
  - Gewinn der Staatsmeisterschaft von Rio Grande do Sul: 2018

- Palmeiras São Paulo (2022–…)
  - Recopa-Sudamericana-Sieger: 2022
  - Gewinn der Staatsmeisterschaft von São Paulo: 2022, 2023
  - Brasilianischer Meister: 2022, 2023
  - Supercopa-do-Brasil-Sieger: 2023